# Metapa
Metapa là một đô thị thuộc bang Chiapas, México. Năm 2005, dân số của đô thị này là 4806 người.